# خالد بولحروز
خالد بولحروز، من مواليد 28 ديسمبر 1981 في ماسلويس في هولندا، لاعب كر قدم هولندي مسلم من أصل مغربي تحديدا من قرية ثشوقت في اقليم الناظور، وقد لعب مع نادي تشيلسي الإنجليزي موسمين موسم واحد اعير إلى نادي إشبيلية الإسباني وانتقل في صيف 2008 إلى نادي شتوتغارت الألماني.

## الانطلاق مع فالفيك
في موسم 2001/2002 بدأ خالد بولحروز لعب كرة القدم مع نادي فالفيك، وقد أعطاه المدرب مارتن يول الثقة في نفسة ليبدع مع الفريق، وقد لعب أولى مباريات في الدوري الهولندي في 9 مارس 2002 ضد نادي هيرنيفين، وقد شارك منذ ذلك الوقت وحتى انتقاله من فالفيك في 64 مباراة وسجل 4 أهداف.

## الانتقال إلى هامبورغ
بعد أن لعب موسمين مع نادي فالفيك، انتقل إلى نادي هامبورغ الألماني، ولعب في الدوري الألماني بدءا من موسم 2004/2005، وقد لعب لهم منذ ذلك الوقت 52 مباراة وسجل هدفين، وقد حصل على 16 بطاقة صفراء وبطاقتين حمراوتين.

## الانتقال إلى تشيلسي
في 18 أغسطس 2006 انتقل خالد بولحروز إلى نادي تشيلسي الإنجليزي، بمبلغ وقدرة 12 مليون جنيه أسترليني، وقد لعب مع نادي تشيلسي في مباراته الأولى أمام نادي بلاكبيرن روفرز، وهو يرتدي الرقم 9، وهو رقم لا يتناسب مع مدافع، لأنه يعتبر رقم لاعب مهاجم، وفي 18 أكتوبر 2006 لعب نادي تشيلسي مع نادي برشلونة الإسباني، وقد استطاع خالد بولحروز إيقاف رونالدينو لاعب برشلونة، ولم يعطه فرصة للعب.

## مع منتخب هولندا
بعد أن انتقل إلى نادي هامبورغ، أعجب به المدرب الهولندي ماركو فان باستن، فضمه إلى منتخب هولندا لكرة القدم، وقد لعب أولى مبارياته مع منتخب هولندا لكرة القدم في 3 سبتمبر 2004 في المباراة التي فاز فيها منتخب هولندا على منتخب لشنشتاين لكرة القدم، وقد لعب مع منتخب هولندا لكرة القدم في كأس العالم لكرة القدم 2006.

## روابط خارجية
- خالد بولحروز على موقع الاتحاد الدولي (مؤرشف)  (الإنجليزية)
- خالد بولحروز على موقع الاتحاد الأوربي (الإنجليزية)
- خالد بولحروز على موقع قاعدة بيانات كرة القدم.إي يو (الإنجليزية)
- خالد بولحروز على موقع بيانات كرة القدم. دي إي (الألمانية)
- خالد بولحروز على موقع ناشيونال فوتبول تيمز (الإنجليزية)
- خالد بولحروز على موقع Soccerbase.com (لاعب) (الإنجليزية)
- خالد بولحروز على موقع عالم كرة القدم.نت (الإنجليزية)
- خالد بولحروز على موقع كووورة
- خالد بولحروز على موقع AS.com (الإسبانية)